# Federación de Comunidades Judías de España
La Federación de Comunidades Judías de España (FCJE) es la organización que agrupa a las comunidades existentes en el momento de creación de la FCJE. Algunas comunidades creadas posteriormente están integradas sin voto.
Según el acuerdo suscrito con el Estado desde 1992 como confesión de notorio arraigo, la FCJE representa oficialmente a las comunidades judías miembro ante las instituciones oficiales nacionales e internacionales.
En la actualidad, la población judía en España está formada aproximadamente por unas 40 002 personas. (especificar año)
Los judíos españoles mantienen actividades educativas en todas las comunidades, así como colegios específicos para enseñanza infantil, primaria y secundaria en Madrid, Barcelona y Melilla.
Existen más de 30 sinagogas en el país, algunas con capacidad de hasta 800 personas.
Cementerios judíos existen en Madrid (recibto hebreo de Madrid), Barcelona (revinto hebreo en los cementerios de Les Corts, Sant Andreu y Collsrrola), Sevilla (cementerio de San Fernando), Málaga (Casabermeja), Melilla (cementerio hebreo de San Carlos), Ceuta, Palma de Mallorca (Santa Eugenia), Benidorm y La Línea de la Concepción. Los recintos hebreos se habilitan a petición de la comunidad judía de una ciudad o comunidad autónoma.
FCJE forma parte del Congreso Judío Europeo (EJC) y del Congreso Judío Mundial (WJC).
De 2003 a 2011 su presidente fue Jacobo Israel Garzón.
De 2011 a 2020 su presidente fue Isaac Querub Caro.
De 2020 a 2024 su presidente es Isaac Benzaquén Pinto.
Actualmente su presidente es David Obadia.

## Historia
Las Comunidades Judías comenzaron a organizarse en Ceuta y Melilla en el siglo XIX, y en La España peninsular en los años de la Primera Guerra Mundial, aunque la vida judía en Sevilla, Madrid y Barcelona existía desde el último tercio del siglo XIX, celebrándose el culto de las festividades religiosas en domicilios particulares.
Entre 1914 y 1918 se crearon las sinagogas de Madrid, Barcelona y Sevilla, que perduraron hasta la guerra civil. El primer gobierno franquista cerró las sinagogas e ilegalizó a las comunidades judías en la Península (no en Ceuta ni en Melilla, y por supuesto no en el Protectorado de España en Marruecos) hasta el final de la Segunda Guerra Mundial.
A partir de 1945 se empezaron tímidamente a abrir oratorios judíos en estas ciudades, pero las comunidades como tales continuaron ilegalizadas, hasta 1964 en que se legalizaron no como comunidades religiosas sino dentro de la ley de Asociaciones Políticas que el régimen franquista estableció en el marco de los llamados “Veinticinco Años de Paz”.
En ese mismo año de 1964 las comunidades de Madrid y Barcelona crearon el llamado Consejo Comunal Israelita, cuyo primer Secretario General fue D. Carlos Benarroch.
En 1967 el régimen franquista aprobó una Ley de Libertad Religiosa (en realidad un sistema de tolerancia similar al establecido por la Constitución de 1876), y a su amparo se fueron creando comunidades en Málaga, Alicante, Valencia, Palma de Mallorca, Tenerife, Las Palmas y posteriormente en Torremolinos y Marbella.
La Constitución de 1978 y la Ley orgánica de Libertad Religiosa de 1980 crearon un nuevo marco para las minorías religiosas. Con fecha del 16 de julio de 1982 se creó por las Comunidades Israelitas de Barcelona, Ceuta, Madrid y Melilla, la Federación de Comunidades Israelitas de España, de conformidad con La ley de Libertad religiosa 7/1980 de 5 de julio y el Real Decreto de 9 de enero de 1981. A la Federación se fueron incorporando las distintas comunidades judías del país. En el año 2004 la Federación cambió su nombre por el de Federación de Comunidades Judías de España.
Inicialmente la representación máxima de la Federación la ostentaba el Secretario General hasta que veinte años después, en el 2002, se cambiaron los estatutos para pasar a un régimen presidencialista. El primer Secretario General de la Federación, creada en 1982, fue D. Samuel Toledano. En 1994 asumió el cargo D. Carlos Schorr quien lo desempeñó hasta el año 2003. Con el cambio de Estatutos, la FCJE ha sido presidida por Jacobo Israel Garzón entre los años 2003 y 2011 y desde abril de 2011, por D. Isaac Querub Caro.

## Misión – Objetivos
La misión principal de la FCJE es representar al judaísmo español ante el Estado y ante las organizaciones de ámbito nacional e internacional.
Sus objetivos son:

1. Actuar de enlace y coordinador de las actividades de las Comunidades en el ámbito nacional.
2. Coadyuvar en la creación de nuevas Comunidades Israelitas, Judías o Hebreas, indistintamente.
3. Ostentar la representación de dichas Comunidades ante las Autoridades competentes en todo el territorio del Estado y ante instituciones y organizaciones judías y no judías, nacionales y extranjeras.
4. Promover y desarrollar en el seno del judaísmo español toda clase de actividades religiosas, culturales, sociales y proyectos de interés general judío, asegurando la conservación de las tradiciones judías y el cumplimiento de las exigencias religiosas, culturales y sociales de los judíos españoles.
5. Velar por el suministro de productos “Casher” en España, así como organizar la supervisión de la elaboración con arreglo a la Ley y a la tradición judía de los productos “Casher” destinados a la exportación y su comercialización.
6. Velar por la creación, desarrollo y buena marcha del Consejo Superior Rabínico de España (CSRE), órgano dependiente de la Federación, formado por ministros de culto en posesión de la titulación de rabino, para la interpretación y aplicación de la Ley judía y la supervisión del “Cashrut” en el seno de las Comunidades afiliadas a la Federación. Los títulos de rabino de los ministros de culto de las Comunidades afiliadas deberán ser aceptados y reconocidos por el Consejo Superior Rabínico de España (CSRE) de España y refrendados por la Comisión Permanente de la Federación.
7. Promover y defender la imagen del judaísmo.
8. Promover la tutela y conservación del patrimonio histórico y artístico, cultural y arquitectónico, arqueológico y documental del judaísmo español y divulgar el conocimiento de la cultura judía española.
9. Luchar contra el antisemitismo, el racismo, la xenofobia y otras formas de intolerancia.
10. Velar por el cumplimiento y desarrollo del Acuerdo de Cooperación con el Estado. Llevar a cabo, en su caso, las negociaciones pertinentes con el Estado para mejorar o novar el citado Acuerdo, proceder a suscribir las modificaciones o nuevos acuerdos resultantes, así como garantizar su cumplimiento.
11. Promover los contactos y relaciones con Israel, con la diáspora y con todos los entes y organizaciones judías de carácter internacional.
12. Desempeñar todas las actividades afines a las expuestas y que le sean encomendadas por la Asamblea General.

## Órgano Directivo
La Comisión Permanente es el máximo órgano de la Federación entre Asambleas Generales y está compuesta por Presidentes de las comunidades miembro de la FCJE.
El presidente de la Comisión Permanente es D. Isaac Querub Caro.